# 東急電鐵車站列表

路線圖

東急電鐵是日本私營鐵路公司，為東急集團旗下主要公司，同時是日本的大手私鐵。目前東急電鐵營運中的路線有東橫線、目黑線、田園都市線、大井町線、池上線、東急多摩川線、子供之國線、世田谷線，營運長度104.9公里。以下為東急電鐵依2023年日運量排序之的營運車站列表。

## 路線
東京急行電鐵（今東急電鐵）自1922年成立至今共有八條路線，其中有一條第3種鐵道事業，一條路面電車線。鐵路路線長度有99.9公里（第1種鐵道事業96.5公里（計入東橫線與目黑線、田園都市線與大井町線並行部分）、第2種鐵道事業3.4公里）與軌道線路線5.0公里，合計營運路線長度104.9公里。主要營運來往東京都西南部至神奈川縣東部間的路線。
| 級別   | 路線顏色 | 記號 | 路線名           | 起點     | 終點     | 距離 （公里） | 開通日期      | 備註                                        |
| ------ | -------- | ---- | ---------------- | -------- | -------- | ------------- | ------------- | ------------------------------------------- |
| 鐵道線 | 紅色     | TY   | 東橫線           | 澀谷     | 橫濱     | 24.2          | 1926年2月14日 | -                                           |
| 鐵道線 | 水藍色   | MG   | 目黑線           | 目黑     | 日吉     | 11.9          | 1923年3月11日 | 田園調布－日吉段有5.4公里與東橫線並行       |
| 鐵道線 | 綠色     | DT   | 田園都市線       | 澀谷     | 中央林間 | 31.5          | 1927年7月15日 | -                                           |
| 鐵道線 | 橙色     | OM   | 大井町線         | 大井町   | 溝之口   | 12.4          | 1927年7月6日  | 二子玉川－溝之口段有2.0公里與田園都市線並行 |
| 鐵道線 | 桃紅色   | IK   | 池上線           | 五反田   | 蒲田     | 10.9          | 1922年10月6日 | -                                           |
| 鐵道線 | 紫色     | TM   | 東急多摩川線     | 多摩川   | 蒲田     | 5.6           | 1923年3月11日 | -                                           |
| 鐵道線 | 紫水晶色 | SH   | 東急新橫濱線     | 新橫濱   | 日吉     | 5.8           | 2023年3月18日 | -                                           |
| 鐵道線 | 藍色     | KD   | 子供之國線       | 長津田   | 子供之國 | 3.4           | 1967年4月28日 | 第3種鐵道事業者（保留設施）為橫濱高速鐵道   |
| 軌道線 | 黃色     | SG   | 世田谷線（軌道） | 三軒茶屋 | 下高井戶 | 5.0           | 1925年1月18日 | -                                           |

## 車站
東急電鐵共有98座車站，東京都有65站、神奈川縣有33站，其中9站為路面電車站，1站路面電車與傳統軌道共站。連接田園都市線、東橫線、山手線、埼京線、湘南新宿線、銀座線、半藏門線以及副都心線的轉乘站澀谷站是東急電鐵繁忙的車站，共有20個正式標示出口。
| 車站                    | 日均進出站人次 | 照片 | 路線                       | 位置           | 啟用日期       |
| ----------------------- | -------------- | ---- | -------------------------- | -------------- | -------------- |
| 澀谷站                  | 988,908        |      | 田園都市線 東橫線          | 東京都澀谷區   | 1927年8月28日  |
| 橫濱站                  | 308,286        |      | 東橫線                     | 神奈川縣橫濱市 | 1928年5月18日  |
| 目黑站                  | 254,897        |      | 目黑線                     | 東京都品川區   | 1923年3月11日  |
| 武藏小杉站              | 195,349        |      | 東橫線 目黑線              | 神奈川縣川崎市 | 1945年6月16日  |
| 溝之口站                | 191,120        |      | 田園都市線 大井町線        | 神奈川縣川崎市 | 1927年7月15日  |
| 日吉站                  | 183,510        |      | 東橫線 目黑線 新橫濱線     | 神奈川縣橫濱市 | 1926年2月14日  |
| 中目黑站                | 170,450        |      | 東橫線                     | 東京都目黑區   | 1927年8月28日  |
| 蒲田站                  | 143,053        |      | 池上線 東急多摩川線        | 東京都大田區   | 1923年11月1日  |
| 二子玉川站              | 138,041        |      | 田園都市線 大井町線        | 東京都世田谷區 | 1927年7月15日  |
| 自由之丘站              | 132,419        |      | 東橫線 大井町線            | 東京都目黑區   | 1927年8月28日  |
| 三軒茶屋站              | 131,986        |      | 田園都市線 世田谷線        | 東京都世田谷區 | 1977年4月7日   |
| 長津田站                | 125,406        |      | 田園都市線 子供之國線      | 神奈川縣橫濱市 | 1966年4月1日   |
| 薊野站                  | 116,404        |      | 田園都市線                 | 神奈川縣橫濱市 | 1977年5月25日  |
| 大井町站                | 112,975        |      | 大井町線                   | 東京都品川區   | 1927年7月6日   |
| 青葉台站                | 96,457         |      | 田園都市線                 | 神奈川縣橫濱市 | 1966年4月1日   |
| 中央林間站              | 94,391         |      | 田園都市線                 | 神奈川縣大和市 | 1984年4月9日   |
| 菊名站                  | 94,170         |      | 東橫線                     | 神奈川縣橫濱市 | 1926年2月14日  |
| 五反田站                | 93,047         |      | 池上線                     | 東京都品川區   | 1928年6月17日  |
| 綱島站                  | 82,967         |      | 東橫線                     | 神奈川縣橫濱市 | 1926年2月14日  |
| 多摩廣場站              | 77,074         |      | 田園都市線                 | 神奈川縣橫濱市 | 1966年4月1日   |
| 新橫濱車站              | 71,470         |      | 新橫濱線                   | 神奈川縣橫濱市 | 2023年3月18日  |
| 駒澤大學站              | 71,168         |      | 田園都市線                 | 東京都世田谷區 | 1977年4月7日   |
| 學藝大學站              | 70,598         |      | 東橫線                     | 東京都目黑區   | 1927年8月28日  |
| 櫻新町站                | 65,657         |      | 田園都市線                 | 東京都世田谷區 | 1977年4月7日   |
| 用賀站                  | 63,244         |      | 田園都市線                 | 東京都世田谷區 | 1977年4月7日   |
| 池尻大橋站              | 60,918         |      | 田園都市線                 | 東京都世田谷區 | 1977年4月7日   |
| 鷺沼站                  | 58,430         |      | 田園都市線                 | 神奈川縣川崎市 | 1966年4月1日   |
| 元住吉站                | 57,713         |      | 東橫線 目黑線              | 神奈川縣川崎市 | 1926年2月14日  |
| 武藏小山站              | 51,900         |      | 目黑線                     | 東京都品川區   | 1923年3月11日  |
| 大倉山站                | 48,587         |      | 東橫線                     | 神奈川縣橫濱市 | 1926年2月14日  |
| 宮崎台站                | 46,625         |      | 田園都市線                 | 神奈川縣川崎市 | 1966年4月1日   |
| 都立大學站              | 45,350         |      | 東橫線                     | 東京都目黑區   | 1927年8月28日  |
| 宮前平站                | 45,219         |      | 田園都市線                 | 神奈川縣川崎市 | 1966年4月1日   |
| 大岡山站                | 45,214         |      | 目黑線 大井町線            | 東京都大田區   | 1923年3月11日  |
| 南町田Grandberry Park站 | 45,095         |      | 田園都市線                 | 東京都町田市   | 1976年10月15日 |
| 白樂站                  | 39,922         |      | 東橫線                     | 神奈川縣橫濱市 | 1926年2月14日  |
| 市尾站                  | 38,083         |      | 田園都市線                 | 神奈川縣橫濱市 | 1966年4月1日   |
| 旗之台站                | 38,032         |      | 大井町線 池上線            | 東京都品川區   | 1927年7月6日   |
| 梶谷站                  | 35,653         |      | 田園都市線                 | 神奈川縣川崎市 | 1966年4月1日   |
| 池上站                  | 34,089         |      | 池上線                     | 東京都大田區   | 1922年10月6日  |
| 西小山站                | 31,458         |      | 目黑線                     | 東京都品川區   | 1928年8月1日   |
| 江田站                  | 31,353         |      | 田園都市線                 | 神奈川縣橫濱市 | 1966年4月1日   |
| 下丸子站                | 30,381         |      | 東急多摩川線               | 東京都大田區   | 1924年5月2日   |
| 尾山台站                | 30,063         |      | 大井町線                   | 東京都世田谷區 | 1930年4月1日   |
| 田園調布站              | 29,463         |      | 東橫線 目黑線              | 東京都大田區   | 1923年3月11日  |
| 祐天寺站                | 28,970         |      | 東橫線                     | 東京都目黑區   | 1927年8月28日  |
| 不動前站                | 28,265         |      | 目黑線                     | 東京都品川區   | 1923年3月11日  |
| 高津站                  | 27,687         |      | 田園都市線                 | 神奈川縣川崎市 | 1927年7月15日  |
| 代官山站                | 27,591         |      | 東橫線                     | 東京都澀谷區   | 1927年8月28日  |
| 等等力站                | 26,931         |      | 大井町線                   | 東京都世田谷區 | 1929年11月1日  |
| 新丸子站                | 25,587         |      | 東橫線 目黑線              | 神奈川縣川崎市 | 1926年2月14日  |
| 藤丘站                  | 25,127         |      | 田園都市線                 | 神奈川縣橫濱市 | 1966年4月1日   |
| 武藏新田站              | 24,739         |      | 東急多摩川線               | 東京都大田區   | 1923年11月1日  |
| 矢口渡站                | 24,574         |      | 東急多摩川線               | 東京都大田區   | 1923年11月1日  |
| 妙蓮寺站                | 24,312         |      | 東橫線                     | 神奈川縣橫濱市 | 1926年2月14日  |
| 御嶽山站                | 22,959         |      | 池上線                     | 東京都大田區   | 1923年5月4日   |
| 雪谷大塚站              | 21,632         |      | 池上線                     | 東京都大田區   | 1923年5月4日   |
| 上野毛站                | 21,449         |      | 大井町線                   | 東京都世田谷區 | 1929年11月1日  |
| 中延站                  | 20,487         |      | 大井町線                   | 東京都品川區   | 1927年7月6日   |
| 二子新地站              | 20,099         |      | 田園都市線                 | 神奈川縣川崎市 | 1927年7月15日  |
| 多摩川站                | 20,029         |      | 東橫線 目黑線 東急多摩川線 | 東京都大田區   | 1923年3月11日  |
| 鵜之木站                | 18,846         |      | 東急多摩川線               | 東京都大田區   | 1924年2月29日  |
| 戶越銀座站              | 18,702         |      | 池上線                     | 東京都品川區   | 1927年8月28日  |
| 洗足池站                | 16,529         |      | 池上線                     | 東京都大田區   | 1927年8月28日  |
| 久原站                  | 15,247         |      | 池上線                     | 東京都大田區   | 1923年5月4日   |
| 東白樂站                | 15,212         |      | 東橫線                     | 神奈川縣橫濱市 | 1927年3月10日  |
| 千鳥町站                | 14,744         |      | 池上線                     | 東京都大田區   | 1926年8月6日   |
| 荏原町站                | 14,734         |      | 大井町線                   | 東京都品川區   | 1927年7月6日   |
| 長原站                  | 14,415         |      | 池上線                     | 東京都大田區   | 1927年8月28日  |
| 石川台站                | 14,213         |      | 池上線                     | 東京都大田區   | 1927年8月28日  |
| 洗足站                  | 13,969         |      | 目黑線                     | 東京都目黑區   | 1923年3月11日  |
| 反町站                  | 13,050         |      | 東橫線                     | 神奈川縣橫濱市 | 1926年2月14日  |
| 戶越公園站              | 12,977         |      | 大井町線                   | 東京都品川區   | 1927年7月6日   |
| 九品佛站                | 12,440         |      | 大井町線                   | 東京都世田谷區 | 1929年11月1日  |
| 荏原中延站              | 12,393         |      | 池上線                     | 東京都品川區   | 1927年8月28日  |
| 奧澤站                  | 11,973         |      | 目黑線                     | 東京都世田谷區 | 1923年3月11日  |
| 新綱島站                | 11,659         |      | 新橫濱線                   | 神奈川縣橫濱市 | 2023年3月18日  |
| 土筆野站                | 10,579         |      | 田園都市線                 | 東京都町田市   | 1968年4月1日   |
| 月見野站                | 10,483         |      | 田園都市線                 | 神奈川縣大和市 | 1976年10月15日 |
| 鈴懸台站                | 10,351         |      | 田園都市線                 | 東京都町田市   | 1972年4月1日   |
| 沼部站                  | 9,937          |      | 東急多摩川線               | 東京都大田區   | 1923年3月11日  |
| 綠丘車站                | 9,786          |      | 大井町線                   | 東京都目黑區   | 1929年12月25日 |
| 子供之國站              | 9,710          |      | 子供之國線                 | 神奈川縣橫濱市 | 1967年4月28日  |
| 田奈站                  | 9,167          |      | 田園都市線                 | 神奈川縣橫濱市 | 1966年4月1日   |
| 下神明站                | 8,823          |      | 大井町線                   | 東京都品川區   | 1927年7月6日   |
| 蓮沼站                  | 7,872          |      | 池上線                     | 東京都大田區   | 1922年10月6日  |
| 北千束站                | 7,069          |      | 大井町線                   | 東京都大田區   | 1928年10月10日 |
| 大崎廣小路站            | 7,045          |      | 池上線                     | 東京都品川區   | 1927年10月9日  |
| 恩田站                  | 934            |      | 子供之國線                 | 神奈川縣橫濱市 | 2000年3月29日  |
| 西太子堂站              | -              |      | 世田谷線                   | 東京都世田谷區 | 1925年1月18日  |
| 若林站                  | -              |      | 世田谷線                   | 東京都世田谷區 | 1925年1月18日  |
| 松陰神社前站            | -              |      | 世田谷線                   | 東京都世田谷區 | 1925年1月18日  |
| 世田谷站                | -              |      | 世田谷線                   | 東京都世田谷區 | 1925年1月18日  |
| 上町站                  | -              |      | 世田谷線                   | 東京都世田谷區 | 1925年5月1日   |
| 宮之坂站                | -              |      | 世田谷線                   | 東京都世田谷區 | 1925年5月1日   |
| 山下車站                | -              |      | 世田谷線                   | 東京都世田谷區 | 1925年5月1日   |
| 松原站                  | -              |      | 世田谷線                   | 東京都世田谷區 | 1925年5月1日   |
| 下高井戶站              | -              |      | 世田谷線                   | 東京都世田谷區 | 1925年5月1日   |

## 備註
1. 1 2  第2種鐵道事業者，橫濱高速鐵道是第3種鐵道事業者。
2. ↑  因查無相關統計資料，故無數據。